# Монастир сестер Пресвятої Родини (Чортків)
Монастир сестер Пресвятої Родини в Чорткові — греко-католицький жіночий монастир Української греко-католицької церкви в Чорткові на Тернопільщині.

## Відомості
Згромадження Сестер Пресвятої Родини розпочало свою діяльність на території теперішньої Бучацької єпархії в міжвоєнний період, засновуючи монастирі у різних селах з 1926 по 1941 рік.
У Чортківському монастирі, де настоятелькою була с. Анізія (Анастасія Комарянська), душпастирство здійснювали оо. Василіяни. У 1946 році, коли в Чорткові відкрили медичну школу, багато сестер вступили туди, щоб мати змогу працювати та забезпечувати себе. Того ж року державна влада заборонила діяльність монастиря.
Попри переслідування, сестри не відмовилися від свого покликання. Вони продовжували проводити підпільні реколекції та богослужіння у приміщенні монастиря. С. Антоніма (Андрея Брошнівська), яка була настоятелькою з 1941 року, була заарештована органами НКВС 9 січня 1950 року та вислана до Чити. Повернувшись 5 вересня 1956 року, вона знову опікувалася духовним життям сестер.
Монастир відновив свою легальну діяльність у 1990 році. Сестри активно брали участь у протестах, організованих церквою, зокрема, сестри з Чорткова голодували на площі Арбат у Москві, виступаючи за легалізацію УГКЦ.
Нині у монастирі діє спільнота з 4 сестер (станом на 2014):
- с. Єремія Кузик — настоятелька, голова Катехитичної комісії Бучацької єпархії, викладає методику катехитичної практики в Чортківській дяківсько-катехитичній академії ім. Григорія Хомишина.
- с. Марія Кузь — прессекретарка Бучацької єпархії, веде дитячу сторінку в газеті «Христова скеля» та займається катехитичним служінням.
- с. Тереза Васуля — студентка ЧДКА, катехизує.
- с. Тетяна Войтович — пенсіонерка, виконує монаші обов'язки.

Монастир має у власності будинок на вул. Лесі Українки, 12, з дитячим ігровим майданчиком, фігурою Матері Божої Люрдської та великою літньою катехитичною альтанкою. Сестри проводять катехизацію в монастирі, Чортківській гімназії ім. Маркіяна Шашкевича, на парафіях, а також організовують літні християнські табори та реколекції.

## Настоятелі
- с. Анізія (Анастасія Комарянська),
- с. Антоніма (Андрея Брошнівська) (1909—1976),
- с. Єремія Кузик (з ?).